# Na'ama (mošav)
Na'ama (hebrejsky נעמ״ה‎ nebo נעמה‎, dříve dočasně Na'omi nebo No'omi, hebrejsky נעמי‎) je vesnice typu mošav a izraelská osada na Západním břehu Jordánu v distriktu Judea a Samaří a v oblastní radě Bik'at ha-Jarden.

## Geografie
Nachází se v nadmořské výšce 200 metrů pod úrovní moře v jižní části Jordánského údolí, cca 5 kilometrů severně od centra Jericha, cca 25 kilometrů severovýchodně od historického jádra Jeruzalému a cca 68 kilometrů jihovýchodně od centra Tel Avivu.
Na dopravní síť Západního břehu Jordánu je napojena pomocí dálnice číslo 90 (takzvaná Gándhího silnice), hlavní severojižní dopravní osy Jordánského údolí. Mošav stojí cca 5 kilometrů od řeky Jordán, která zároveň tvoří mezinárodní hranici mezi Izraelem kontrolovaným Západním břehem Jordánu a Jordánským královstvím.
Vesnice je součástí územně souvislého pásu izraelských zemědělských osad, které se táhnou podél dálnice číslo 90. Zároveň jde o nejjižnější obec v oblastní radě Bik'at ha-Jarden, která již je obklopena výraznými palestinskými sídly. Na jihu je to aglomerace města Jericho a severně od Na'amy se rozkládá palestinské město al-Audža. Západně od Na'amy se zvedá z příkopové propadliny Jordánského údolí prudký svah hornatiny Samařska.

## Dějiny
Na'ama leží na Západním břehu Jordánu, jehož osidlování bylo zahájeno Izraelem po jeho dobytí izraelskou armádou, tedy po roce 1967. Jordánské údolí patřilo mezi oblasti, kde došlo k zakládání izraelských osad nejdříve. Takzvaný Alonův plán totiž předpokládal jeho cílené osidlování a anexi.
Vesnice byla zřízena roku 1982. Už 7. února 1979 rozhodla izraelská vláda, že zde založí novou osadu nazývanou pracovně Na'ama nebo an‐Nuwaj'ima (podle nedaleké palestinské vesnice an-Nuwaj'ima ležící na předměstí Jericha). K založení osady došlo pak v roce 1982.. Později byla přejmenována na Na'omi, podle biblické postavy Noemi, která tudy údajně procházela při svém návratu z Moábu. Na základě protestu části obyvatel však bylo jméno změněno zpět na Na'ama, tentokrát však v podobě akronymu z hesla נוער עברי מישב הבקעה‎ („No'ar ivri mejašev ha-bik'a. — Hebrejská mládež osídluje údolí.“).
Mošav se stále zaměřuje na zemědělství. Jde zejména o pěstování zeleniny v rozsáhlých sklenících. Osada kromě toho vydělává na provozu pláže na severním břehu Mrtvého moře. Detailní územní plán obce umožňuje výhledovou kapacitu 105 bytů, z nichž zatím byla postavena jen přibližně polovina.
Počátkem 21. století nebyla osada stejně jako celá plocha oblastní rady Bik'at ha-Jarden zahrnuta do projektu izraelské bezpečnostní bariéry. Izrael si od konce 60. let 20. století v intencích Alonova plánu hodlal celý pás Jordánského údolí trvale ponechat. Budoucnost vesnice závisí na parametrech případné mírové dohody mezi Izraelem a Palestinci. Během druhé intifády nedošlo v obci stejně jako téměř v celé oblasti Jordánského údolí k vážnějším teroristickým útokům.

## Demografie
Obyvatelstvo obce je v databázi rady Ješa popisováno jako sekulární. Podle údajů z roku 2014 tvořili naprostou většinu obyvatel Židé (včetně statistické kategorie "ostatní", která zahrnuje nearabské obyvatele židovského původu ale bez formální příslušnosti k židovskému náboženství).
Jde o menší obec vesnického typu s dlouhodobě stagnující populací. K 31. prosinci 2014 zde žilo 107 lidí. Během roku 2014 registrovaná populace stoupla o 7,0 %.
| Rok            | 1983 | 1993 | 1994 | 1995 | 1996 | 1997 | 1998 | 1999 | 2000 |
| -------------- | ---- | ---- | ---- | ---- | ---- | ---- | ---- | ---- | ---- |
| Počet obyvatel | 23   | 106  | 122  | 129  | 131  | 132  | 133  | 133  | 127  |

| Rok            | 2001 | 2002 | 2003 | 2004 | 2005 | 2006 | 2007 | 2008 | 2009 | 2010 | 2011 | 2012 | 2013 | 2014 |
| -------------- | ---- | ---- | ---- | ---- | ---- | ---- | ---- | ---- | ---- | ---- | ---- | ---- | ---- | ---- |
| Počet obyvatel | 129  | 129  | 123  | 127  | 130  | 129  | 128  | 122  | 102  | 100  | 95   | 98   | 100  | 107  |